# Poliacrilato de sódio
Poliacrilato de sódio é um sal sódico do ácido poliacrílico. Tem como fórmula química [-CH2-CH(COONa)-]n e ampla aplicação em produtos de consumo. Este composto tem a capacidade de absorver água em uma proporção entre 200 a 300 vezes o valor de sua massa. Poliacrilato de sódio é um polieletrólito aniônico porque os grupos carboxílicos estão carregados negativamente em sua cadeia principal. Apesar da forma sódica do ácido poliacrílico ser a mais comumente usada na indústria, existem também outras disponíveis, incluindo os sais de lítio, potássio e amônio.

## Aplicações
Poliacrilato de sódio e outros derivados do ácido poliacrílico possuem uma grande variedade de aplicações comerciais e industriais, que incluem:
- agente sequestrante em detergentes. (Ao fazer ligações com elementos da água dura como cálcio e magnésio, os agentes tensoativos presentes em detergentes funcionam de forma mais eficiente.)
- agente espessante
- revestimentos
- neve falsa
- polímero superabsorvente. O poliacrilato de sódio, que contem ligações cruzadas, são designados como "superabsorventes" e "cristais de água" e são utilizados em fraldas absorventes.[1] Copolímeros contendo o poliacrilato são utilizados na agricultura e em aplicações especiais com agente absorvente. As origens dos estudos químicos dos polímeros superabsorventes remontam do início dos anos 1960, quando o Departamento de Agricultura dos Estados Unidos desenvolveu os primeiros materiais usando esta substância. Poliacrilato também está presente no vestuário de absorvência máxima utilizado pela NASA.